# Rancho Herrera, Veracruz
Rancho Herrera är en ort i Mexiko.   Den ligger i kommunen Córdoba och delstaten Veracruz, i den sydöstra delen av landet, 240 km öster om huvudstaden Mexico City. Rancho Herrera ligger 1 045 meter över havet och antalet invånare är 149.
Terrängen runt Rancho Herrera är huvudsakligen kuperad, men åt sydväst är den platt. Terrängen runt Rancho Herrera sluttar söderut. Runt Rancho Herrera är det tätbefolkat, med 570 invånare per kvadratkilometer. Närmaste större samhälle är Córdoba, 5,6 km söder om Rancho Herrera. Trakten runt Rancho Herrera består till största delen av jordbruksmark.